# Rio Miniş (Bega)
O rio Miniş é um rio da Romênia. Um de seus afluentes é o rio Gutuna.